# Фоссальта-ди-Портогруаро
Фоссальта-ди-Портогруаро (итал. Fossalta di Portogruaro) — коммуна в Италии, располагается в провинции Венеция области Венеция.
Население составляет 6022 человека, плотность населения составляет 188 чел./км². Занимает площадь 31 км². Почтовый индекс — 30025. Телефонный код — 0421.
Покровителем коммуны почитается святитель Зенон Веронский, празднование 12 апреля.

## Города-побратимы
- Окамвиль (Франция, с 1990)